# Pinguicula weser

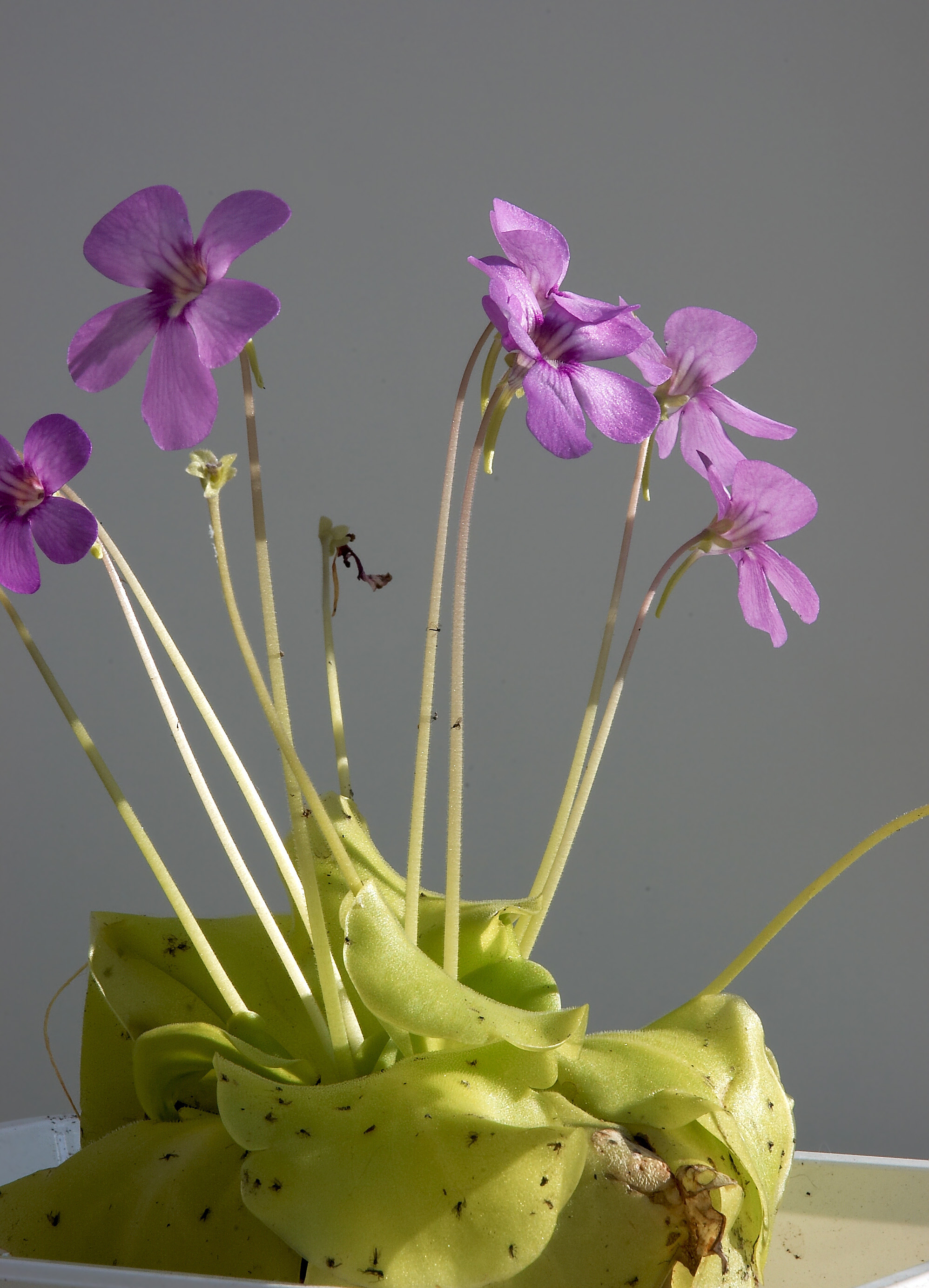

La Pinguicula 'Weser'  è una cultivar di Pinguicula, genere di piante carnivore appartenente alla famiglia delle Lentibulariaceae.

## Descrizione
Come tutte le piante del genere Pinguicula ha le foglie distese, che arrivano fino ai 10 cm di lunghezza, larghe e appiccicose, che con il caratteristico liquido appiccicoso attraggono l'insetto, dove rimane intrappolato e quindi "digerito" dalla pianta.
Dal centro della rosetta si alzano fino a quattro o più fiori dai bei petali violacei e inodori, con lo stelo alto fino ai 25 cm.

## Curiosità
Nei vivai è molto facile trovare pinguicole vendute con questo nome; tuttavia, sebbene la marcata somiglianza con la cultivar registrata (da cui è però distinguibile dalla striscia bianca solitaria sul lobo inferiore del fiore in prossimità della fauce, più allungata e sottile nella cultivar), essa non ne è un clone. 
Si ipotizza che le piante comunemente vendute derivino da un incrocio ottenuto autoimpollinando la cultivar originale o la cultivar P. 'Sethos' (comunque molto vicina a P. 'Weser').